# Буковец (област Велико Търново)
Вижте пояснителната страница за други значения на Буковец.
Буковец е село в Северна България. То се намира в община Велико Търново, област Велико Търново.

## География
Село Буковец се намира на 15 км западно от Велико Търново и на 8 км североизточно от Дряново, на северна ширина 43 градуса и източна дължина 25 градуса. С надморска височина от 350 до 499 метра, територията на селото е 3 квадратни километра, а землището е 8.717 квадратни километра.
Разположено е на южния склон на планинско възвишение с изглед към върховете Шипка, Бузлуджа и Ботев. На около 1 – 2 км северно от селото са разположени Търновските възвишения. В югоизточна посока е и соколовският връх Миньов. Съседни села са Керека, Гвоздейка, Пушево, Шемшево.
Растителността в землището и местностите на селото е широколистна. Разпространени са бук, дъб, габър, липа, върба, шипка. Срещат се и иглолистни видове, резултат от залесителни дейности. Около селото има множество поляни, градини, лозя. Местностите са изключително богати на различни видове билки – сред най-често срещаните са: бял равнец, жълт кантарион, и агримония.
Горите и поляните около селото са богати на гъби. Сред техните ядивни представители са: манатарка, печурка, майска гъба, булка и пачи крак.
Представители на животинските видове са: диво прасе, чакал, лисица, див заек, сръндак, дива котка, язовец, пор. От птичите видове се срещат ястреб, лястовица, сойка, кос, кукувица, кукумявка, пъдпъдък.
В селото съществува ловна дружинка, прилежаща към Ловно-рибарско дружество „Сокол – 1884“, Велико Търново, която се грижи за нуждите на дивите животни и регулира броя на хищниците.

## История
Основано е около 1627 г. от дряновски скотовъди, които са търсили убежище от набезите на турците.
Знае се, че през Античността, когато тези земи са били на територията на Римската империя, през землищата на Буковец и Шемшево е минавал важен транспортно-комуникационен път, свързващ Дунавската равнина с Подбалканските котловини.
Други твърдят, че селото е възникнало преди повече от 500 години. По летописни данни на територията на църковния храм „Св. Троица“, след големи на времето наводнения, българи, предимно от Дряновско, се преселват в района и създават селото, като му дават настоящото име от заобикалящите го букови гори. Същите впоследствие изчезват и са заменени от меше, цер и др.
През 1847 година е построена църквата „Св. Троица“ и осветена от гръцки владика, който е държал поучителна реч. Не се знае има ли султански ферман или друг документ, който разрешава строителството на храма. Основните дарители за построяването му са Колю Тутов, Доси Рашков и други по-заможни селяни.
През 1918 година е основано читалище „Развитие“ с театрален салон за 50 броя седящи места. На втория етаж се е помещавало местното основно училище с 2 класни стаи, понастоящем кметско наместничество село Буковец. Училището е съществувало до 1960 година.
Тук през 1926 година е създадена първата ножарска работилница от Рачо Стефанов и Ганьо Рашков, която по-късно прераства във фабрика, работеща до 1998 година, която е и предшественик на ножарската фабрика „Терна“ – град Велико Търново.

## Население
Численост на населението според преброяванията през годините:
| \| Година на преброяване \| Численост \| \| --------------------- \| --------- \| \| 1934 \| 476 \| \| 1946 \| 463 \| \| 1956 \| 399 \| \| 1965 \| 252 \| \| 1975 \| 133 \| \| 1985 \| 99 \| \| 1992 \| 105 \| \| 2001 \| 78 \| \| 2011 \| 41 \| \| 2021 \| 60 \| |           |
| Година на преброяване | Численост |
| 1934 | 476       |
| 1946 | 463       |
| 1956 | 399       |
| 1965 | 252       |
| 1975 | 133       |
| 1985 | 99        |
| 1992 | 105       |
| 2001 | 78        |
| 2011 | 41        |
| 2021 | 60        |

### Етнически състав
Преброяване на населението през 2011 г.
Численост и дял на етническите групи според преброяването на населението през 2011 г.:
|                     | Численост | Дял (в %) |
| Общо                | 41        | 100.00    |
| Българи             | 41        | 100.00    |
| Турци               | 0         | 0.00      |
| Цигани              | 0         | 0.00      |
| Други               | 0         | 0.00      |
| Не се самоопределят | 0         | 0.00      |
| Неотговорили        | 0         | 0.00      |

## Религия
Единствената религия е християнството. Църквата в селото е построена през 1847 година и носи името „Св. Троица“. В църковните книги, запазени в кметството на селото, е указано, че освещаването на църквата е извършено от гръцки владика. Няма постоянно действащ свещеник.
Село Буковец попада в диоцеза на Великотърновска митрополия.

## Културни и природни забележителности
В село Буковец се отбелязва по традиционен начин празника Трифон Зарезан. Избира се цар на Зарезана, който е и главната действаща фигура на празника. По традиция той се прави на 14 февруари или на най-близката събота до тази дата. Сутринта царят, съселяните и гостите поемат към лозята под съпровода на духова музика, за да зарежат и полеят лозите за берекет. Свиват се венци от лозови пръчки, с които хората се закичват. По обед празнуващите се разполагат на близката поляна, за да хапнат и пийнат. Играят се хора и ръченици. След това се прави обиколка на селото – пред всяка къща стопаните изнасят виното си за дегустация. Вечерта в читалището се организира вечеринка, а някои традиционалисти се обличат в народни носии по повода.
В района на село Буковец не съществуват големи природни забележителности, но селото може да се похвали с вековни дъбови дървета, маркирани и защитени от закона. Съвместно с ТД „Трапезица“ – град Велико Търново има създадени 2 екопътеки в землището на селото, като едната минава през местност „Драмускул“ и навлиза в землището на село Пушево, където най-голямата атракция са пушевските „Кактуси“. В село Буковец се предлагат 3 броя къщи за гости, предпочитащи селския туризъм.
Буковската екопътека се намира на югозапад от гр. Велико Търново. Началният пункт е в квартал Чолаковци. Тръгва се от автобусната спирка по червена маркировка, през моста над река Янтра. Минава се покрай сградата на „Карат електроникс“ АД, по асфалтовия път за стрелбището. На около 300 м. пътеката се отделя от шосето и навлиза в гората, наляво. Оттам започва изкачване от около 30 мин. до връх Патрял дял /339,7 м./. Продължава се по стар горски билен път и се върви около 1 час до връх Чеарджика /389,2 м./. От върха след 20 мин. се стига шосето от с. Шемшево до с. Буковец. Пресича се шосето и пътеката продължава по горски път през леко наклонени поляни. Следва навлизане в рядка гора, където пътят завива в посока СЕВЕРОЗАПАД и започва спускане. След около 20 мин. се достига до източния край на голяма поляна. Тук има разклонения за с. Буковец /по червена маркировка за 2 часа/, с. Шемшево /на около 40 мин., по оранжева маркировка/ и гр. Велико Търново /на 2 часа/. Пътеката продължава по леко наклонената поляна в посока ЗАПАД. След 400 м. следва отклонение наляво, по оранжева маркировка за връх Стражата. Продължава се вдясно, по нов горски път с леко спускане и следва ново разклонение:
– на север, за язовир Бижев дол, до който се стига след 10 мин. по синя маркировка. Там е подготвено място за отдих и огнище. От него за с. Шемшево се връща обратно до разклона на голямата поляна и оттам се продължава от юг и изток на връх Големия Мел все надолу до селото.
- на югозапад пътеката продължава с леко изкачване към с. Буковец, на 1,5 ч. по червена маркировка, вляво, на 100 м има отклонение за Хайдушковата чешма с леко изкачване, за 1 ч. На чешмата има място за отдих и огнище. На ЮГОИЗТОК от мястото по горски път се достига до шосето за с. Буковец.
- на изток за Велико Търново, 2 ч.2 0 мин. – на ИЗТОК за с. Шемшево се тръгва обратно до разклона на голямата поляна и оттам се продължава по черен път от юг и изток на връх Големия Мел все надолу до селото. По пътеката преобладават едролистна липа, мекиш, летен и зимен дъб, дива череша, махалебка, джанка, габър, келяв габър, червен и черен глог, тръмбъз, салкъм, борови видове, гъбите – сърнела, манатарка и кладница.
Пътеката е осеяна с билки. Най-разпространени са: жълт кантарион, еньовче, жълта комунига, синя злъчка, бял оман, репец, бутурче, бял равнец, златен енчец, бенедектински трън, биволски трън, гръмотрън.
Животински свят: змии – усойница и водна змия, птиците – сойки, свраки, пъстър кълвач, бяла чапла, воден бик, орел-картал и планинска гарга, от едрия дивеч: диво прасе и сърна.
Късноантична крепост „Усоето“/ „Дядово усое“ се намира на едноименния хълм, на 4.36 km югозападно по права линия от центъра на село Леденика. Изградена е на върха на самостоятелен хълм с отвесен южен склон и стръмни, сравнително достъпни склонове на запад, север и юг, поради което на юг е нямало крепостна стена. Стената е зидана от средно големи камъни, споени с хоросан, примесен с тухлени късчета. На терена личи най-добре трасето на западната крепостна стена, понеже е заложена върху скалата. Приблизителната и ширина е 1.6 m. В североизточния край на укреплението е разположена портата. До нея огромна купчина ломени камъни подсказва за наличието на привратна бойна кула. В северозападната част на укреплението има следи от сгради, разположени успоредно на северната крепостна стена. Крепостта се датира към 5 – 7 век. Вероятно е построена по времето на император Юстиниян I. който предприема широко крепостно строителство по българските земи за възпиране на варварските нападения от север и североизток. Крепостта е напусната към първото десетилетие на 7 век, когато са разсипани и опожарени множество ранновизантийски крепости северно от Централна Стара планина.
Надморска височина: 406 m GPS координати: 43°03’36” С.Ш. и 25°30’03” И.Д.
Тракийска крепост „Малкия мел“ се намира на едноименния хълм, на 0.85 km южно по права линия от центъра на село Шемшево. Крепостта има формата на полуелипса с размери 40 х 150 m. Описана е от Карел Шкорпил. Наклонът на терена е на север. От юг е непристъпна, поради отвесния скален склон на хълма. Крепостната стена защитава пространството от изток, запад и север. Стената е зидана от по-големи ломени камъни без спойка – зидария, характерна за старожелязната епоха.
Надморска височина: 324 m GPS координати: 43°03’48” С.Ш. и 25°33’05” И.Д
Късноантична крепост „Канлъкая“ се намира на едноименния връх, на 1.86 km източно по права линия от центъра на село Шемшево. К. Шкорпил тук установява наличие на крепостна стена, ограждаща пространство, дълго 100 крачки и широко 35 крачки. Канлъкая е най-високата точка на възвишението и има отлична видимост във всички посоки. От юг крепостта е ограничена от отвесна скала, където вероятно не е имало крепостна стена. По всяка вероятност крепостта е служила като наблюдателница и е охранявала пролома на река Янтра при Сини вир.
Надморска височина: 280 m GPS координати: 43°03’52” С.Ш. и 25°34’28” И.Д.
Късноантична крепост „Клисебаир“ се намира на едноименното възвишение, на 2.48 km източно по права линия от центъра на село Шемшево и на 0.7 km източно от крепостта „Канлъкая“. Двете крепости са на едно възвишение. К. Шкорпил тук установява наличие на крепостна стена, ограждаща пространство, дълго 60 крачки. До източния край на крепостта е имало останки от църква, дълга 20 крачки и широка 10 крачки. В западната част на крепостта е имало кладенец. По всяка вероятност крепостта е служила като наблюдателница. Няма видими останки от укреплението.
Надморска височина: 260 m GPS координати: 43°03’54” С.Ш. и 25°34’57” И.Д.

## Други
Друг празник, е храмовият, който се чества на „СВ. ДУХ“ или още „ПЕТДЕСЯТНИЦА“. Дошло е времето същият да бъде възроден. Характерен местен продукт е „Дърпана баница“, предпочитана от млади и възрастни.
Сборът на селото се отбелязва петдесет дни след Великден на Свети Дух. През 2013 г. е възстановен и е отбелязан с курбан за здраве, отслужен от отец Илия.
Макар читалище „Развитие“ да е създадено преди повече от 100 години през 1918г., в него все още се се извършва дейност.
- В двора на църквата има три войнишки паметника от 1912 – 1913, 1915 – 1918, 1944 – 1945